# Eugenio Sgarbossa
Eugenio Sgarbossa (Cittadella, 17 marzo 1964) è un allenatore di calcio ed ex calciatore italiano, di ruolo centrocampista, tecnico del Per Santa Maria.

## Carriera

### Giocatore
Da ragazzo giocò nelle file delle giovanili del Torino ed Eureka Settimo, passò poi all'Orbassano Calcio, all'Alessandria, alla Lazio (una sola presenza in serie B nella stagione 1986-1987), alla Rondinella di Firenze e al Monopoli.
Nel 1991 viene acquistato dalla Reggiana, militante in Serie B, con cui ottenne la prima storica promozione in Serie A del club, al termine della stagione 1992-93. Lasciò Reggio Emilia dopo cinque stagioni di cui due in massima serie.
Concluse la sua carriera militando nella SPAL e, successivamente, nella Triestina.
In carriera ha totalizzato complessivamente 61 presenze in Serie A, con una rete all'attivo in occasione del successo esterno della Reggiana sul Lecce del 17 aprile 1994, e 90 presenze ed una rete in Serie B

### Allenatore
Iniziò ad allenare la Poggese, piccola squadra di Poggio Rusco che portò dalla Promozione a un passo dalla Serie C2 prima dell'esonero, nel 2001. Seguirono impieghi all'Arcetana in Eccellenza, al Carpi e al Crevalcore in D e allo Spezia, quando fu ingaggiato come vice di Antonio Soda nel 2007-08.
Il 31 gennaio 2011 diventa allenatore dell'Union Campo San Martino, militante nel campionato di Prima Categoria.
Nelle stagioni sportive 2010-2011 e 2011-2012 ottiene due salvezze all'ultima giornata di play-out; nella stagione 2010-2011 perde l'andata di play-out in casa per 2-0, mentre al ritorno ottiene un 3-0 che riconferma la categoria, mentre nella stagione 2011-2012 perde l'andata fuori casa per 2-1 e vince in casa per 3-1, conservando così per la seconda volta di fila il titolo di Prima Categoria.
Nella stagione 2012-2013 ha allenato le categorie Allievi e Juniores provinciali della società A.S.D. Per Santa Maria di Cittadella.
Nel dicembre del 2015, viene chiamato a sedere sulla panchina del BonbonAsca, squadra di Alessandria, militante nella Promozione Piemonte-Valle d'Aosta. Al termine della stagione ottiene la promozione in Eccellenza.
Nel giugno del 2016, diventa il nuovo allenatore del Giorgione in Eccellenza, ma viene esonerato il 7 novembre dello stesso anno.
Nel 2019 torna sulla panchina del Per Santa Maria, questa volta alla guida della prima squadra, non potendo però concludere il campionato a causa dello stop dei campionati dovuto alla pandemia di COVID-19. Nell'estate 2020 estende per un'altra stagione la propria collaborazione con la società.

## Palmarès

### Giocatore
- Campionato italiano di Serie B: 1

Reggiana: 1992-1993

### Allenatore
- Promozione: 1

BonbonAsca: 2015-2016 (Girone D)